# Gare de Sincey-lès-Rouvray
La gare de Sincey-lès-Rouvray  est une gare ferroviaire française de la ligne de Cravant - Bazarnes à Dracy-Saint-Loup. Elle est située sur le territoire de la commune de Sincey-lès-Rouvray, dans le département de la Côte-d'Or, en région Bourgogne-Franche-Comté.
Mise en service en 1882 par la Compagnie des chemins de fer de Paris à Lyon et à la Méditerranée (PLM), elle devient une gare de la Société nationale des chemins de fer français (SNCF) lors de la nationalisation du réseau. Devenue une halte ferroviaire, elle est fermée en 2011. Son ancien bâtiment et diverses installations sont inscrits depuis 1984 à l'inventaire supplémentaire des Monuments Historiques.

## Situation ferroviaire
Établie à 373 mètres d'altitude, la gare de Sincey-lès-Rouvray est située au point kilométrique (PK) 249,705 de la ligne de Cravant - Bazarnes à Dracy-Saint-Loup, entre les gares fermées de Maison-Dieu, s'intercalent les haltes fermées de Saint-André-en-Terre-Plaine et Brécy, et de La Roche-en-Brenil.

## Histoire
La gare de Sincey est mise en service le 23 août 1882 par la Compagnie des chemins de fer de Paris à Lyon et à la Méditerranée (PLM), lorsqu'elle ouvre à l'exploitation la dernière section, de Maison-Dieu à Dracy-Saint-Loup, de sa ligne de Cravant - Bazarnes à Dracy-Saint-Loup. La gare dispose notamment d'un bâtiment voyageurs, du type de base PLM, construit en 1881.
En 2010, la gare devenue une halte sans guichet ni automate est desservie par des trains TER Bourgogne de la relation Avallon-Autun.
La gare est fermée aux services ferroviaires le 10 décembre 2011, lorsque la SNCF ferme au trafic voyageurs et marchandises la section d'Avallon à Dracy-Saint-Loup.

## Patrimoine ferroviaire
La gare est inscrite en 1984 à l'inventaire supplémentaire des Monuments Historiques, elle dispose du bâtiment voyageurs PLM, avec une marquise en zinc, un abri de quai, deux cloches et une horloge.

## Bibibliographie
- Jean-Paul Foitet, « Sincey-lès-Rouvray une petite gare comme les autres », Ferrovissime, no 68,‎ mars/avril 2014, p. 60-63 (lire en ligne, consulté le 10 juillet 2021).